# Taryn Terrell
Taryn Nicole Terrell (New Orleans, 28 december 1985) is een Amerikaans model, actrice en professionele worstelaarster die actief is in de Total Nonstop Action Wrestling (TNA) als worstelscheidsrechter voor de Knockouts-afdeling. Ze was, onder de ringnaam Tiffany, van 2007 tot 2010 actief in de World Wrestling Entertainment (WWE).

## In het worstelen
- Finishers
  - Diving crossbody
- Signature moves
  - Northern lights suplex
- Worstelaars gemanaged
  - Brad Allen
  - Nick Nemeth
- Entree thema
  - "A Girl Like That" van Eleventh Hour (WWE)
  - "Insatiable" dat uitgevoerd werd door Patsy Grime en gecomponeerd door Jim Johnston
    - "hot mess" by Dale Oliver Vocals by Christy Hemme

## Prestaties
- Total Nonstop Action Wrestling
  - TNA Women's Knockout Championship (1 keer, huidig)